# 大野雄大 (音楽アーティスト)
大野 雄大（おおの ゆうだい、1989年4月1日 - ）は、日本の歌手、ダンサー、俳優。愛知県豊橋市生まれ。神奈川県厚木市育ち。エイベックス・マネジメント所属。

## 経歴
- 5人組アーティストDa-iCEのボーカル。
- 2009年夏、ネプチューンが司会のアカペラコンテスト番組「ハモネプ」に腹筋学園で出演
- 同姓同名で、かつ同年齢のプロ野球選手で中日ドラゴンズの大野雄大投手とは全くの別人であるが、2019年12月8日放送の『サンデードラゴンズ』（CBCテレビ）にて共演を果たしている。
- クッキングLiveアプリ cookpad liveのレギュラー番組『マッスル大漁飯』配信中。毎月1回の生配信で、豪快に魚をさばいて料理する。
- 2020年11月1日、7日、ソロとして初のLIVE TOUR「Special Live in Billboared」を横浜・大阪の2都市で開催。
- 2021年1月4日、2020 JリーグYBCルヴァンカップ決勝にて国歌を独唱。
- 釣り専門チャンネル“釣りビジョン”の番組『J LAND』にてレギュラーMCを務める。
- 2025年春にFM802のACCESSキャンペーンソングにシンガーとして参加。22年には同じくDa-iCEのボーカルである花村想太が参加していた。

## 人物
- 趣味は釣り・料理・裁縫。また料理の腕前も高く、釣り上げた魚を自ら捌くなどの一面も披露している。インタビューでは「おいしい魚を食べるのが好きだったので、"自分で釣った魚はもっとおいしいんだろうなー"と思って、釣りを始めました。」と好きになったきっかけを明かしている[2]。

## 作品

### シングル
|   | 発売日         | タイトル                              | 販売形態 | 規格品番 |
| - | -------------- | ------------------------------------- | -------- | -------- |
|   | 2020年3月16日  | この曲のせい ～大野雄大アカペラver.～ | DIGITAL  |          |
| 1 | 2022年3月2日   | 逢いたい 逢えない                     | DIGITAL  |          |
| 2 | 2022年10月12日 | 愛した人                              | DIGITAL  |          |
| 3 | 2024年1月31日  | 産まれた頃の自分に戻って              | DIGITAL  |          |
| 4 | 2025年2月5日   | Hot Sauce                             | DIGITAL  |          |

### アルバム

#### ミニアルバム
|   | 発売日        | タイトル     | 販売形態                                 | 規格品番                             |
| - | ------------- | ------------ | ---------------------------------------- | ------------------------------------ |
| 1 | 2019年4月3日  | この道の先に | CD + DVD                                 | PROS-1912                            |
| 2 | 2020年11月1日 | UNPLUGGED EP | DIGITAL                                  |                                      |
| 3 | 2022年12月7日 | A Singer     | CD + Blu-ray CD CD + Blu-ray + PHOTOBOOK | AVCD-63396/B AVCD-63397 AVC1-63398/B |
| 4 | 2025年3月12日 | A Singer Ⅱ   | CD + Blu-ray CD                          | AVCD-63681/A AVCD-63682              |

### 参加作品
| 発売日        | タイトル                                                 | 収録曲                                    | 備考 |
| ------------- | -------------------------------------------------------- | ----------------------------------------- | ---- |
| 2022年10月1日 | all at once『プレイメーカー feat.大野雄大(from Da-iCE)』 | プレイメーカー feat.大野雄大(from Da-iCE) |      |
| 2023年9月23日 | 池内ヨシカツ&大野雄大『さあ』                            | さあ                                      |      |

## 出演

### テレビ
- ハモネプ「腹筋学園」にて出演（2009年夏）
- 「究極の男は誰だ!?最強スポーツ男子頂上決戦」（2017年、TBS）
- 「五畳半の狼」（2018年、釣りビジョン）- ゲスト出演
- 「照英・児島玲子の最強釣りバカ対決」（2019年、BS日テレ）- 出演
- 「ウタズキ」（2019年、フジテレビ）- 出演
- 「芸能人が本気で考えた!ドッキリGP」（2020年、フジテレビ）- 出演
- 「ウワサのお客さま」（2020年、フジテレビ）- 出演
- 「極主夫道」第6話（2020年、日本テレビ系）- Da-iCE（本人）役
- 「グータンヌーボ2」（2021年、関西テレビ）- 出演
- 「1Hセンス〜ONE hour Sense〜」（2021年、フジテレビ）- 出演
- 「J-LAND」（2021年3月13日 - 、釣りビジョン）- MC ※隔週土曜日18:30-19:00
- 「ケイジとケンジ、時々ハンジ。」 第5話（2023年、テレビ朝日） - 釣り人 役
- 「全力坂」（2023年5月12日、テレビ朝日）

### Web番組
- 「エイベックスマネジメント学園 釣り部」（2017年）
- クッキングLiveアプリ cookpad live「マッスル大漁飯」（2017年 - ）※レギュラー月1回生配信

### ライブ・イベント
- 「Special Vocalist 2」（2018年）
- 「JOL fes 2019 ～Winter～」（2019年1月26日）
- 「shibuya circuit live Vita va rave」（2019年3月21日）
- 「NCC SUPER LIVE 2019」（2019年3月23日）
- 「ゴスペラーズ 25th Anniversary tribute live ～BOYS meet HARMONY～」（2019年3月25日）
- 「Billboard Live TOUR」（2020年）
- 「2020 JリーグYBCルヴァンカップ決勝」（2021年1月4日）- 国歌独唱
- 「大野雄大（from Da-iCE）Special Live 2022 in Billboard」（2022年3月、2都市4公演）
- 「WOWOWプラス presents “black box party” vol.1」（2022年6月10日）- ソロ出演
- 「KOBE COLLECTION 2022 AUTUMN/WINTER」（2022年9月24日）- ゲストアーティスト
- 「大洗海上花火大会 Supported by ふるタメ」（2022年10月1日）
- 「SHIBUYA SWISH ~song for you~」（2022年10月5日）- ソロ出演
- 「Kuu presents 札幌コレクション 2022 AUTUMN/WINTER」（2022年10月29日）- スペシャルゲスト
- 「大野雄大 (from Da-iCE) Billboard Live Tour 2022」（2022年10月 - 11月、3都市6公演）

### その他
- 「THE FIRST TAKE YouTubeチャンネル」 - CITRUS （2021年4月2日）
- 「THE FIRST TAKE YouTubeチャンネル」 - Love Song feat. 内澤崇仁（androp）（2021年4月14日）